# Promethes albipes
Promethes albipes är en stekelart som beskrevs av Szepligeti 1898. Promethes albipes ingår i släktet Promethes och familjen brokparasitsteklar. Inga underarter finns listade i Catalogue of Life.